# نازعة كربوكسيل 5'-فسفات الأوروتيدين
نازعة كربوكسيل 5'-فسفات الأوروتيدين  (بالإنجليزية: Orotidine 5'-phosphate decarboxylase)‏ هو إنزيم له صلة بالتخليق الحيوي للبيريميدين. يحفز نزع كربوكسيل الأوروتيدين 5'-أحادي الفوسفات (OMP) لتشكيل اليوريدين أحادي الفوسفات (UMP).
أوروتيدين 5'-أحادي الفوسفات  {\displaystyle \rightleftharpoons }  UMP + CO2.
وظيفة هذا الإنزيم أساسية في التخليق الجديد لنوكليوتيدات البيريميدين: يوريدين ثلاثي الفوسفات، سيتيدين ثلاثي الفوسفات والثيميدين ثلاثي الفوسفات. نازعات كربوكسيل اليوريدين أحادي الفوسفات هي أهداف دراسات علمية بسبب كفاءة تحفيزها الشديدة وفائدتها كواسم اختيار في هندسة سلالة الخميرة.

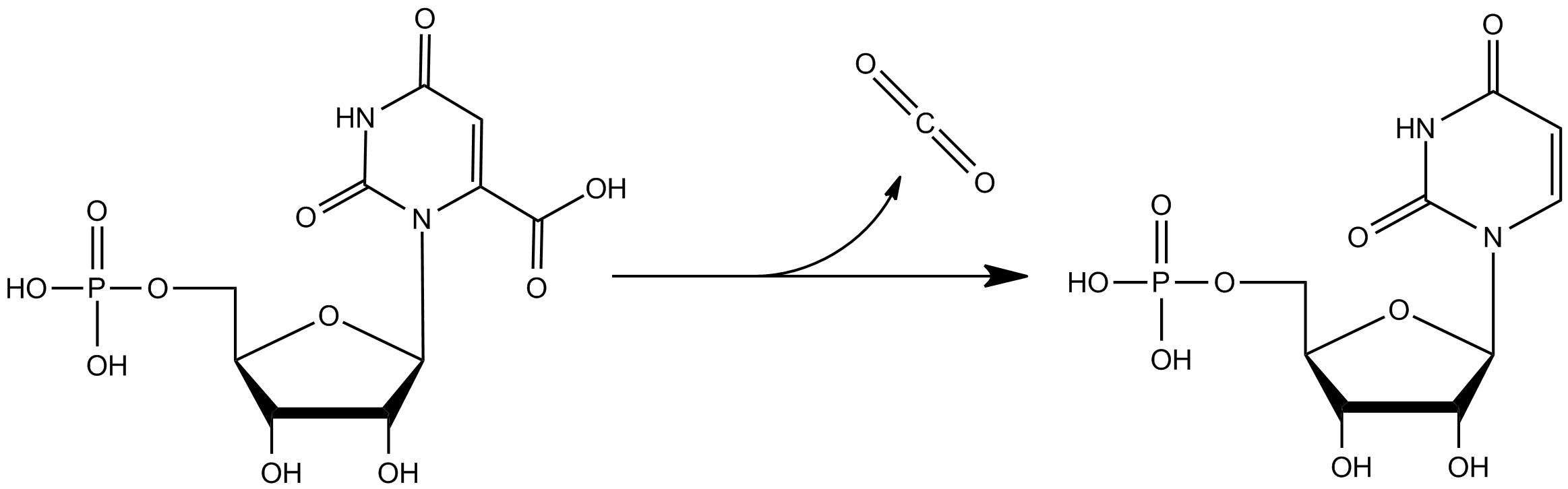
مخطط التفاعل الذي تحفزه نازعة كربوكسيل اليوريدين أحادي الفوسفات.